# Čedomir Vitkovac
Čedomir Vitkovac (in serbo Чедомир Витковац?; Kruševac, 28 ottobre 1982) è un ex cestista serbo.

## Carriera
Con la Serbia universitaria ha disputato le Universiadi di Bangkok 2007.

## Palmarès
- Campionato serbo: 2

Partizan Belgrado: 2007-08, 2008-09
- Campionato montenegrino: 5

Budućnost: 2009-10, 2011-12, 2012-13, 2013-14, 2014-15
- Coppa di Serbia e Montenegro: 2

Stella Rossa Belgrado: 2004, 2006
- Coppa di Serbia: 2

Partizan Belgrado: 2008, 2009
- Coppa del Montenegro: 4

Budućnost: 2010, 2012, 2014, 2015
- Lega Adriatica: 2

Partizan Belgrado: 2007-08, 2008-09